# گالوا (کانزاس)
گالوا (به انگلیسی: Galva) شهری در ایالت کانزاس کشور ایالات متحده آمریکا است که جمعیت آن در سرشماری سال ۲۰۱۰ میلادی، ۸۷۰ نفر بوده‌است.